# Matías Pérez (calciatore 1985)
Matías Omar Pérez Laborda (Cardona, 20 luglio 1985) è un ex calciatore uruguaiano, di ruolo difensore.